# Kläden (Bismark)
Kläden ist ein Ortsteil der Stadt Bismark (Altmark) im Landkreis Stendal in Sachsen-Anhalt (Deutschland).

## Geographie

### Lage
Kläden, ein nach Norden und Osten erweitertes Straßenangerdorf mit Kirche auf dem Anger, liegt 8 Kilometer südöstlich von Bismark und 14 Kilometer nordwestlich von Stendal in der Altmark.
Nachbarorte sind Schäplitz im Westen, Garlipp und Beesewege im Nordwesten, Bülitz im Norden, Grünenwulsch und Darnewitz im Nordosten, Steinfeld (Altmark) im Osten und Badingen im Süden.

### Ortschaftsgliederung
Zur Ortschaft Kläden gehören die Ortsteile Darnewitz und Kläden.

## Geschichte

### Mittelalter bis Neuzeit
Im Jahre 1170 wird Clodene in einer Urkunde genannt. Markgraf Otto I. schenkte dem Domstift Havelberg die vogteilichen Rechte am Dorf.
Im Landbuch der Mark Brandenburg von 1375 wird das Dorf als Cloden aufgeführt. Es umfasste in der Summe 42 Hufen Land. Das Dorf hatte 9 Ritterhöfe, von denen drei der Familie von Kloeden gehörten. Die Kirche (ecclesia in villa Cloden) hatte Einnahmen von 17 Scheffel Roggen in Beesewege.
Im Jahr 1413 war das ganze Dorf Kloden verbrannt, die Brandstifter, auswärtige Adlige, wurden namentlich ermittelt, so ist es in einer Klageschrift gegen den Erzbischof Günther über Landesbeschädigungen überliefert. Kurz danach, im Jahr 1417 sind in Kloden drei Höfe angezündet worden, auch hier wurden die Täter ermittelt. Weitere Nennungen sind 1541 Kloden, 1687 Klödenn und 1804 Kläden, Dorf und Gut mit drei Leinewebern, einer Schmiede und einer Windmühle.
Um „Unordnung und Diebeshändel“ zu vermeiden, wurde von der Obrigkeit schon 1519 eine Dorfordnung erlassen. In der von 1619 ist unter anderem geregelt, dass die Bauern erst das Bier anzapfen dürfen, wenn die Predigt in der Kirche an den Feiertagen wie Fastnacht, Pfingsten, Weihnachten beendet ist. Die Jungen durften zu Walpurgisnacht nicht „mit Trommeln auf den Straßen herumschwärmen“.

### Archäologie

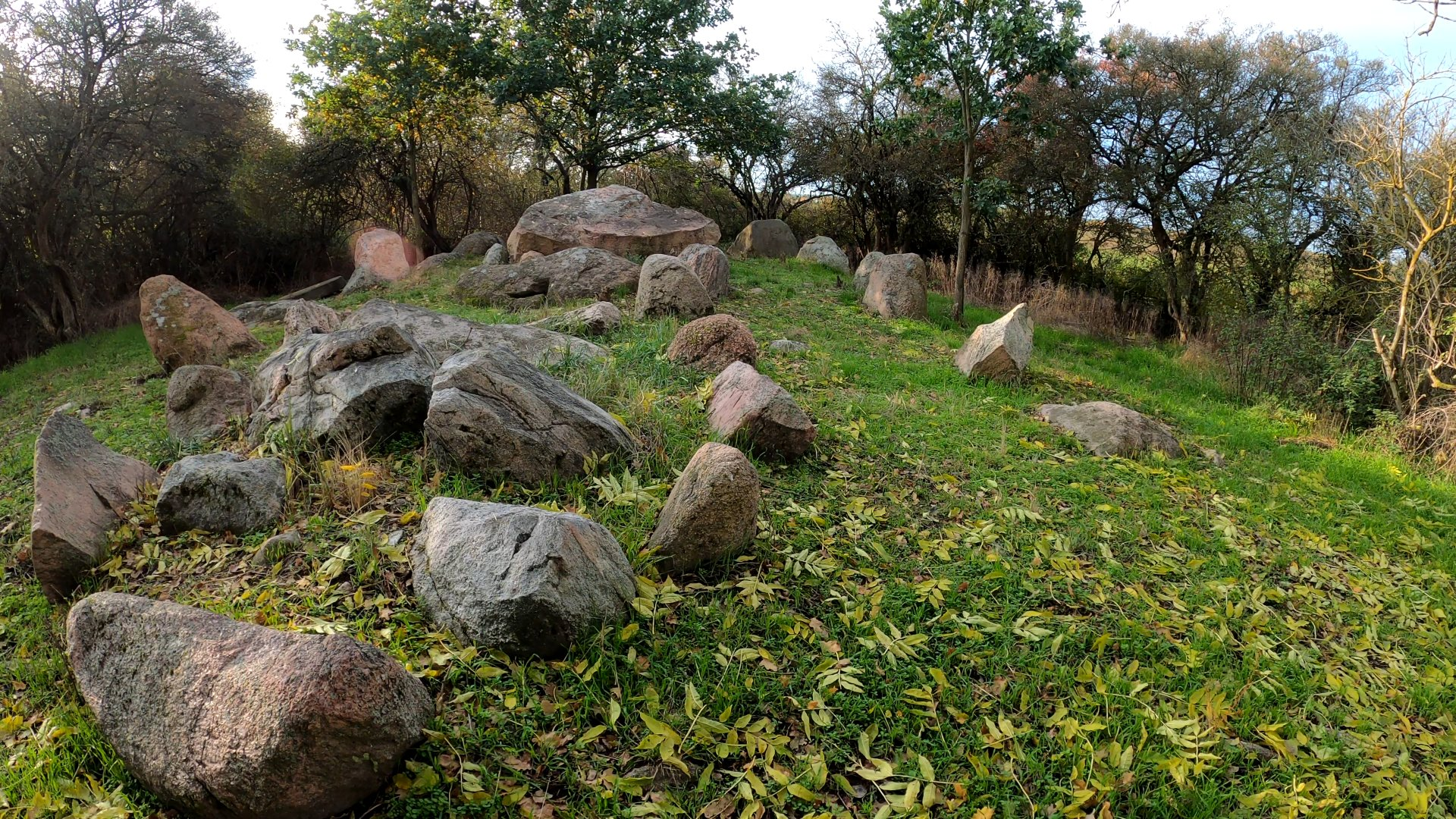
Großsteingrab Kläden

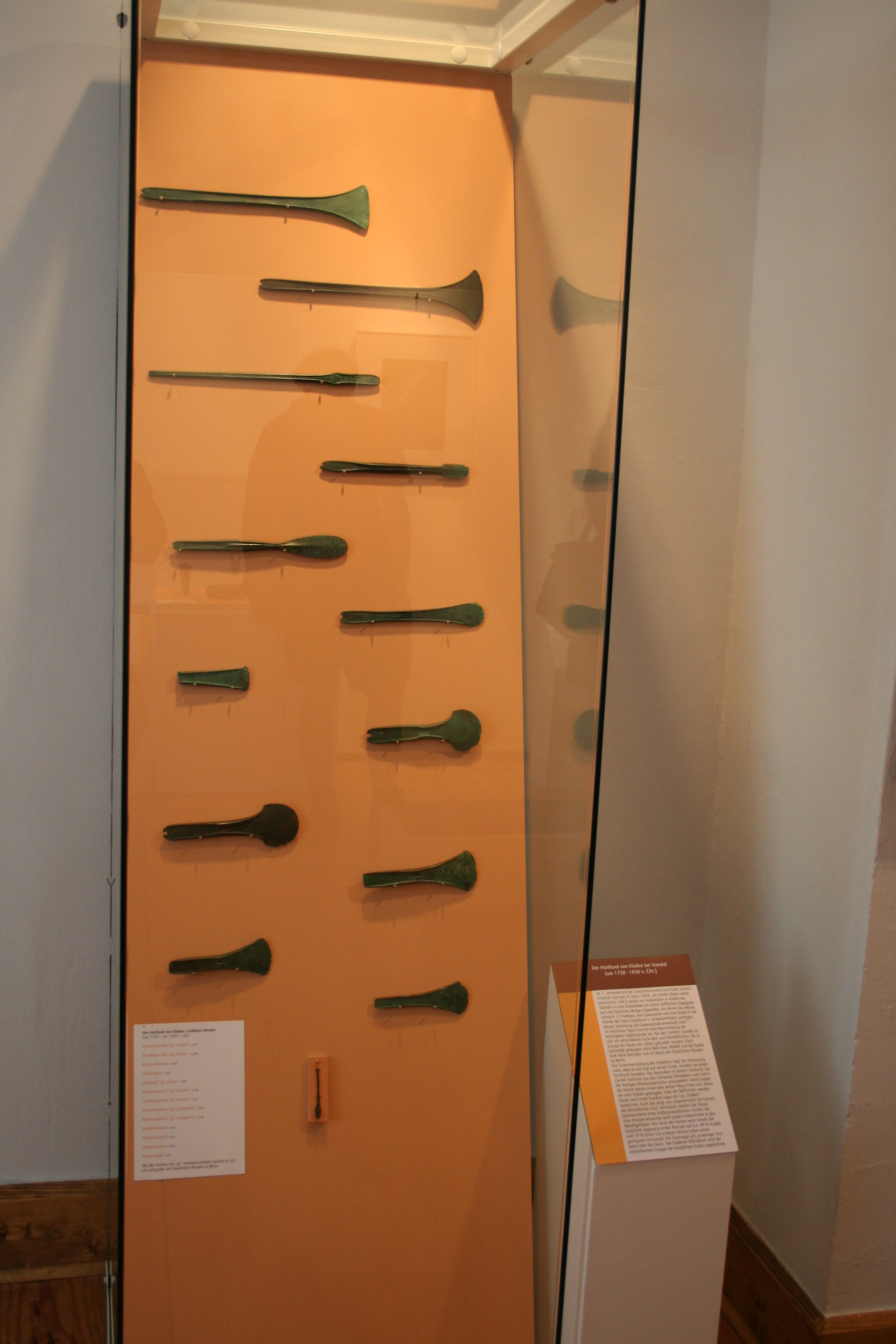
Der Hortfund von Kläden

Die Großsteingräber bei Kläden waren ursprünglich sechs megalithische Grabanlagen der jungsteinzeitlichen Tiefstichkeramikkultur. Heute ist noch ein Grab erhalten.
Im Jahre 1843 wurde bei Feldarbeiten das Depot von Kläden entdeckt, ein möglicher Depotfund der frühbronzezeitlichen Aunjetitzer Kultur.
Südlich des Dorfes, auf der Gemarkung Badingen, liegt der Burgwall bei Badingen aus altslawischer Zeit, der als Bodendenkmal unter Schutz steht.

### Gut Kläden
Das Gut gehörte zum größten Teil von vor 1368 bis 1739 der Familie von Kloeden und ging dann an die von Jeetze, 1745 an die von Lattdorf.
Von 1791 bis 1945 war das Gut in Besitz der Familie von Levetzow beziehungsweise ihrer Erben. Letzter Vertreter der Familie war der Domherr Alexander von Levetzow. Im Jahre 1866 erbte der Neffe, Leutnant Karl Graf von Bassewitz (1821–1873), den Grundbesitz in Form eines Fideikommiss, einer Stiftung mit einer festgelegten Erbfolge. Er nahm dann in Erinnerung den neuen Namen von Bassewitz-Levetzow an. Bassewitz besaß weitere Güter in Mecklenburg und sein gleichnamiger Sohn Karl (1855–1921) betreute beide Begüterungen. Zu jenem Zeitpunkt hatte der Gutsbesitz um Kläden mit Vorwerk Darnewitz und kleineren Anteilen in Schäplitz gesamt einen Umfang von 1122 Hektar. Die Leitung führte der Oberinspektor Hans Dauter. Gut Kläden galt als anerkannte Saatzuchtwirtschaft. Zum Gut Kläden gehörte das Vorwerk Darnewitz.

### Landwirtschaft
Landwirtschaftliche Betriebe in Kläden über eine Nenngröße von 20 Hektar nennt das Landwirtschaftliche Adressbuch der Provinz Sachsen als amtliche Standardquelle nicht. Letzter Grundbesitzer des Rittergutes von Kläden bis zur Bodenreform war dann Werner Graf von Bassewitz-Levetzow (1894–1964), Oberst d. R. und zeitweise stellvertretender Kommendator des Johanniterordens.
Bei der Bodenreform wurden 1945 ermittelt: eine Besitzung über 100 Hektar mit 1193 Hektar (nach anderer Angabe 893 Hektar) war von der Roten Armee besetzt und verwaltet, 38 Besitzungen unter 100 Hektar hatten zusammen 388 Hektar, eine Kirchenbesitzung 18 Hektar. Enteignet wurden 1203 Hektar, davon wurden aufgeteilt: 446 Hektar auf 60 landlose Bauern, 313 Hektar auf 45 landarme Bauern, 34 Hektar auf 75 Kleinpächter, 300 Hektar auf 41 Umsiedler, 26 Hektar auf 46 Arbeiter und Angestellte, 28 Hektar gingen an die Gemeinde, ein Hektar an die VdgB, 55 Hektar an die Provinzialverwaltung. Im Jahre 1952 entstand die erste Landwirtschaftliche Produktionsgenossenschaft, die LPG Typ I „Neuer Weg“.
1953 wurde in Kläden eine Maschinen-Traktoren-Station (MTS) errichtet.

### Schule im Musterdorf Kläden
Früher gab es Kläden eine kleine Schule mit einem Klassenraum in der Dorfmitte vor der Kirche. Später kam ein Klassenraum mit angeschlossener Lehrerwohnung hinter dem Gemeindebüro dazu. Es wurden mehrere Klassen gemeinsam unterrichtet.
Als im Jahr 1952 der Maschinen-Traktoren-Station in Bismark (Altmark) der Name Walter Ulbricht verliehen werden sollte, kam der Politiker auf seinem dem Weg durch das Dorf Kläden und er wurde von Schülern des Dorfes angehalten. Ihm wurde eine Bittschrift für eine neue Schule übergeben. Tatsächlich wurde 1959 der Grundstein für die neue Schule gelegt. Der Bau wurde 1960 wieder eingestellt, da der Bau von Ställen für die Landwirtschaft wichtiger war. Der Schulrat Otto Häuser schrieb einen Artikel über die Schule in der Zeitung Neues Deutschland und so ging der Schulbau 1961 weiter.
Im Jahr 1960 wurde über das Bauprogramm im Rahmen eines Siebenjahrplanes für Kläden berichtet, das zum Hauptdorf (Zentrum einer Großwirtschaft) und Musterdorf umgestaltet wurde. Es umfasste den Neubau einer zehnklassigen polytechnischen Oberschule mit 12 Unterrichtsräumen und einer Turnhalle, die Errichtung zweier Wohnblöcke, einer Tierarztpraxis und eines Landwarenhauses. Die Schule wurde 1962 eröffnet. Die Klädener hatten im Rahmen des Nationalen Aufbauwerks (NAW) von 1960 bis 1962 einige Tausend freiwillige Arbeitsstunden im Wert von 50.000 Mark für Schule geleistet. Sie wurde im Jahr 2005 geschlossen und in ein Mehrgenerationenhaus umgebaut.

### Herkunft des Ortsnamens
Heinrich Sültmann deutet den Ortsnamen als slawisch, abgeleitet von „kloda“ für „Balken“, übersetzt zu „Blockhaus“.
Aleksander Brückner erkennt im Ortsnamen das altslawische Wort „klada“, im Plural „kloda“ für „Hauklotz“.

### Eingemeindungen
Ursprünglich gehörte das Dorf zum Stendalischen Kreis der Mark Brandenburg in der Altmark. Zwischen 1807 und 1813 lag der Ort im Kanton Stendal-Land im Distrikt Stendal auf dem Territorium des napoleonischen Königreichs Westphalen. Ab 1816 gehörte die Gemeinde zum Landkreis Stendal.
Am 30. September 1928 wurde der Gutsbezirk Kläden mit der Landgemeinde Kläden vereinigt.
Am 25. Juli 1952 kam Kläden zum Kreis Stendal, seit dem 1. Juli 1994 gehört es zum heutigen Landkreis Stendal.
Bis zum 31. Dezember 2009 war Kläden eine selbständige Gemeinde.
Der Gemeinderat der Gemeinde Kläden beschloss am 11. Juni 2009 die Zustimmung zu einem Gebietsänderungsvertrag, wodurch ihre Gemeinde aufgelöst und Teil einer neuen Einheitsgemeinde mit dem Namen Stadt Bismark (Altmark) wurde. Dieser Vertrag wurde vom Landkreis als unterer Kommunalaufsichtsbehörde genehmigt und trat am 1. Januar 2010 in Kraft.
In der eingeflossenen Gemeinde und nunmehrigen Ortschaft Kläden wird ein Ortschaftsrat mit sieben Mitgliedern einschließlich Ortsbürgermeister gebildet.

### Einwohnerentwicklung

#### Dorf, Gut und Bahnhof
| Jahr           | 1734 | 1772 | 1790 | 1798 | 1801 | 1818 | 1840 | 1864 | 1871 | 1885 | 1892 | 1895 | 1900 | 1905 |
| Dorf Kläden    | 217  | 278  | 232  | 234  | 285  | 403  | 405  | 551  | 366  | 489  | 721  | 521  | 822  | 474  |
| Bahnhof Kläden |      |      |      |      |      |      |      |      | 011  | 08   |      | 06   |      | 074  |
| Gut Kläden     |      |      | 038  | 039  |      |      |      | 117  | 171  | 132  |      | 122  |      | 121  |

#### Gemeinde
| Jahr | Einwohner |
| ---- | --------- |
| 1910 | [00]0766  |
| 1925 | 0862      |
| 1939 | 0781      |
| 1946 | 1077      |
| 1964 | 0920      |
| 1971 | 0918      |
| 1981 | 0891      |
| 1985 | [00]0879  |
| 1990 | [00]0821  |

| Jahr | Einwohner |
| ---- | --------- |
| 1993 | 819       |
| 1995 | [00]804   |
| 1998 | [00]758   |
| 2000 | [00]776   |
| 2002 | [00]749   |
| 2004 | [00]763   |
| 2006 | [00]729   |
| 2008 | [00]694   |
| 2009 | [00]675   |

#### Ortsteil
| Jahr | Einwohner |
| ---- | --------- |
| 2018 | [00]556   |
| 2020 | [00]551   |
| 2021 | [00]552   |
| 2022 | [0]571    |
| 2023 | [0]548    |

Quelle wenn nicht angegeben, bis 1993

## Religion

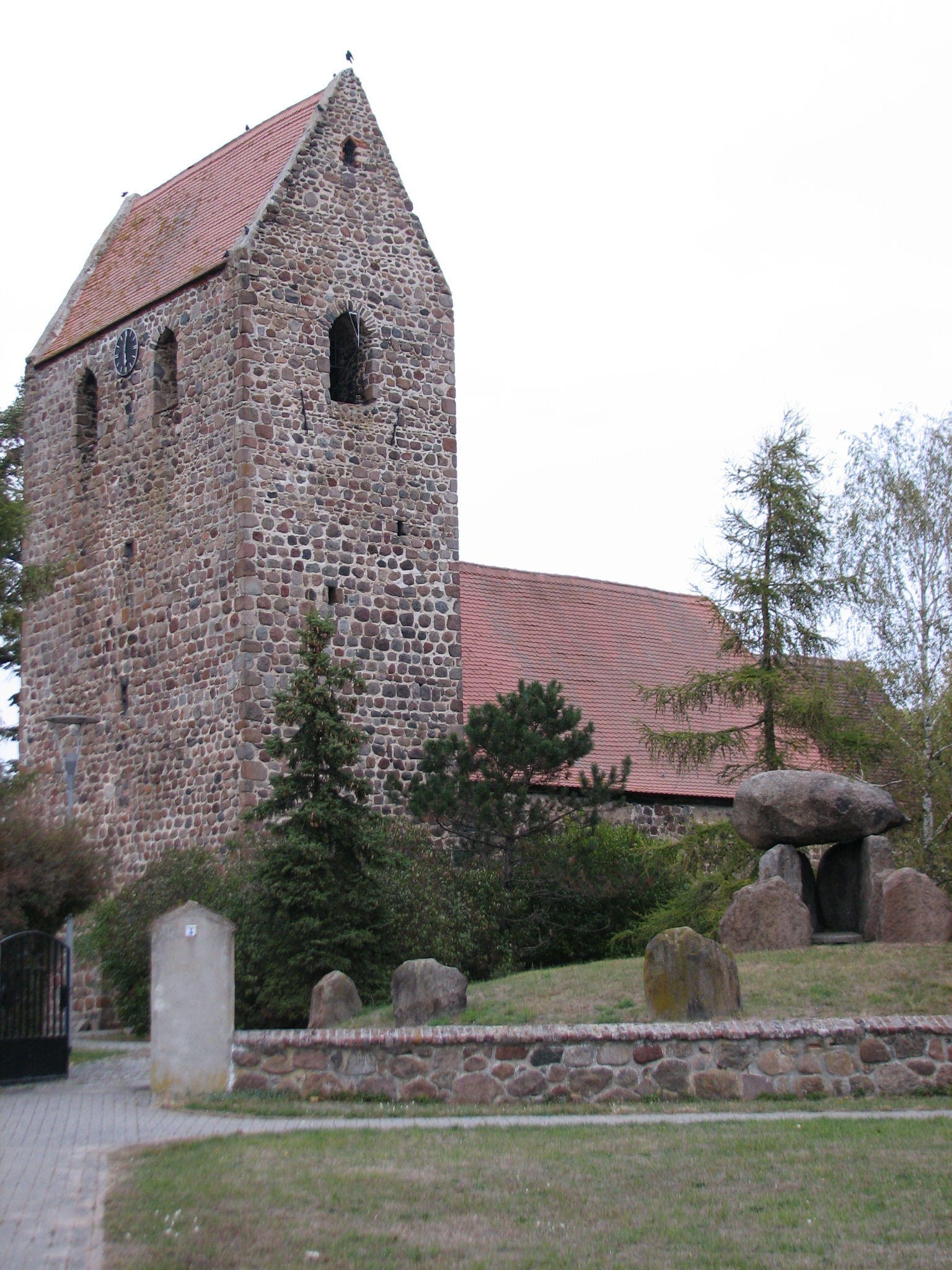
Evangelische Dorfkirche Kläden mit Gefallenendenkmal

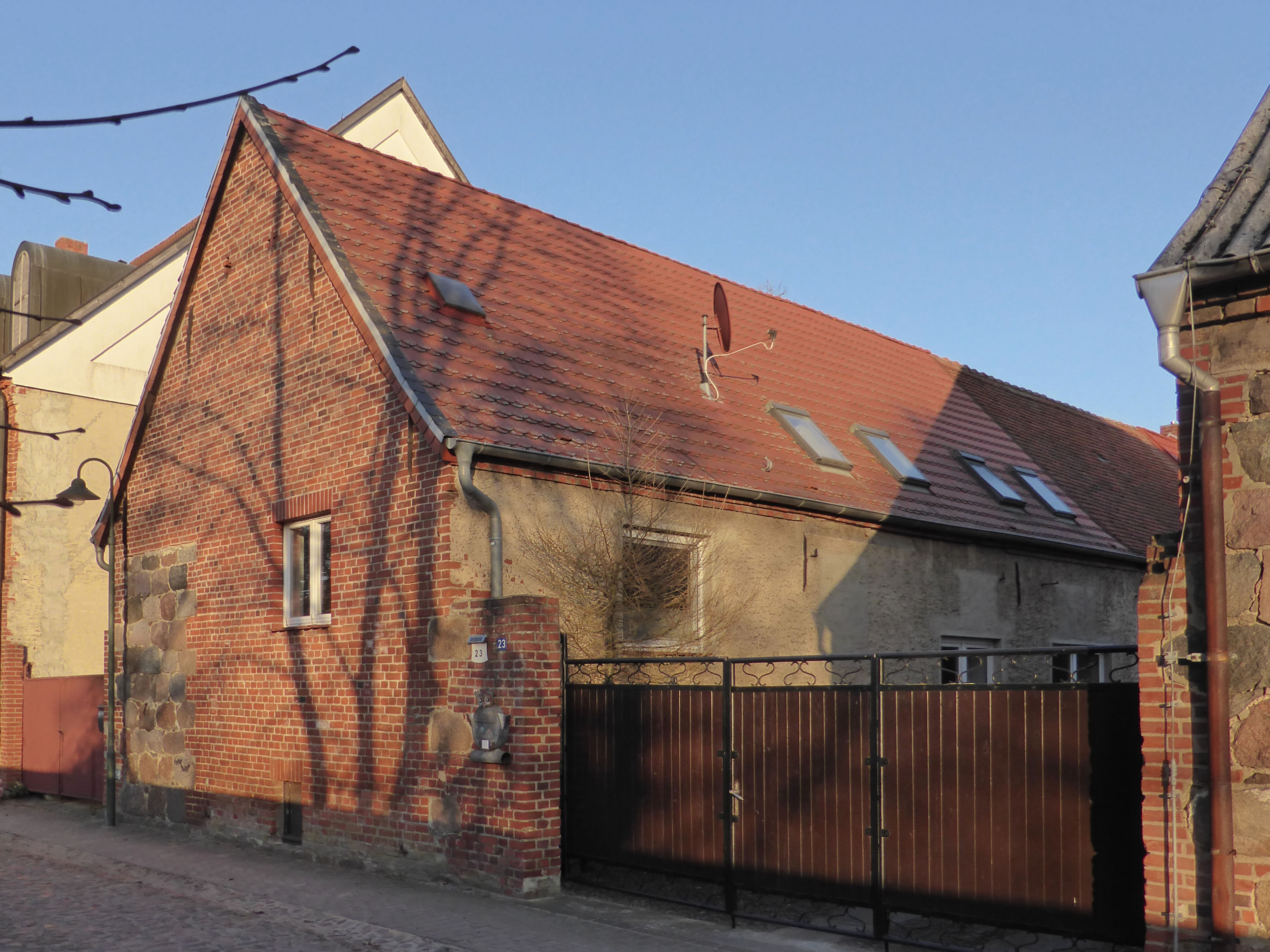
Ehemalige katholische Kapelle Kläden

- Die evangelische Kirchengemeinde Kläden, die früher zur Pfarrei Kläden gehörte,[35] wird heute betreut vom Pfarrbereich Kläden im Kirchenkreis Stendal im Bischofssprengel Magdeburg der Evangelischen Kirche in Mitteldeutschland. Zum Pfarrbereich Kläden gehören darüber hinaus die Kirchengemeinden Badingen, Bülitz, Darnewitz, Grassau, Grünenwulsch, Querstedt, Schäplitz, Schorstedt und Steinfeld.[36]
- Die ältesten überlieferten Kirchenbücher für Kläden stammen aus dem Jahre 1642.[37]
- Die katholischen Christen gehören zur Pfarrei St. Anna in Stendal im Dekanat Stendal im Bistum Magdeburg.[38] Nachdem infolge der Flucht und Vertreibung Deutscher aus Mittel- und Osteuropa 1945–1950 auch im seit der Reformation evangelisch geprägten Kläden wieder Katholiken in größerer Zahl zugezogen waren, erfolgte 1961 im Haus Klädener Dorfstraße 23 die Einrichtung einer katholischen Kapelle.[39] Zur Errichtung einer katholischen Kirchengemeinde kam es in Kläden nicht. Durch einen Sturm fiel im November 1989 ein auf dem Grundstück der evangelischen Kirche stehender Baum auf die Kapelle und beschädigte ihr Dach, woraufhin die Kapelle aufgegeben und dieser Teil des Gebäudes zu Wohnraum umgebaut wurde. Das nächstliegende katholische Gotteshaus ist heute die Kirche St. Anna in Stendal.

## Politik

### Ortsbürgermeister
Manfred Raatz ist Ortsbürgermeister der Ortschaft Kläden. Er war auch der letzte Bürgermeister der Gemeinde.

### Ortschaftsrat
Die Ortschaftsratswahl am 9. Juni 2024 ergab das folgende Ergebnis:
- 6 Sitze Wählergemeinschaft „Bürger für Kläden“
- 1 Sitz CDU

Ein Ortschaftsrat ist eine Frau.
Von 513 Wahlberechtigten hatten 365 ihre Stimme abgegeben, die Wahlbeteiligung betrug damit 71,15 Prozent.
Bei der Wahl 2019 waren 5 Einzelbewerber angetreten, die alle 7 Sitze gewannen, von denen aber nur 5 zugeteilt werden konnten. Die CDU hatte keinen Sitz erringen können.

### Wappen
Das Wappen wurde am 25. Juni 1993 durch das Regierungspräsidium Magdeburg genehmigt.
Blasonierung: „In Silber ein schwarzer Schrägbalken belegt mit einem grünen Mittelschild begleitet von zwei grünen Eichenblättern, im Mittelschild zwei silberne abgewendete Äxte.“
Der schwarze Balken wurde bezugnehmend auf die Entstehung des Ortsnamens gewählt. 1170 wurde Kläden erstmals in einer Schenkungsurkunde von Markgraf Otto I. an das Bistum Havelberg genannt. Die Schreibweise des Ortes änderte sich über die Jahrhunderte mehrmals von Clodene (1186–1209) über Clöden (1318) bis zum heutigen Namen des Ortes. Dieser ist slawischen Ursprungs und ist von dem Wort „kloda“ = Balken-Blockhaus abgeleitet.
Die im Herzschild dargestellten Streitäxte sind dem ältesten bekannten Wappen von Kläden nachempfunden. Die ursprüngliche Schildfarbe Blau wird jedoch durch Grün ersetzt. Die grüne Farbe soll die Naturverbundenheit des Ortes zum Ausdruck bringen und gleichzeitig ein Zeichen setzen für die zukünftige Entwicklung.
Die beiden Eichenblätter stehen für die vielen alten Eichenbäume in der Gemarkung. Sie überdauerten die Jahrhunderte; die Gemeinde will sie erhalten und schützen. Sie sollen ein Symbol für Standfestigkeit, der Verbundenheit mit der Heimat und für eine stabile Entwicklung des Gemeinwesens in der Zukunft sein.

### Flagge
Die Flagge wurde am 16. März 2009 durch den Landkreis genehmigt.
Die Flagge ist zu gleichen Anteilen weiß-grün gestreift (Querformat: Streifen waagerecht verlaufend, Längsformat: Streifen senkrecht verlaufend) und mittig mit dem Gemeindewappen belegt.

## Kultur und Sehenswürdigkeiten

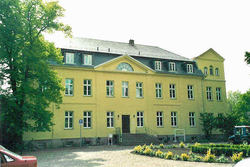
Herrenhaus

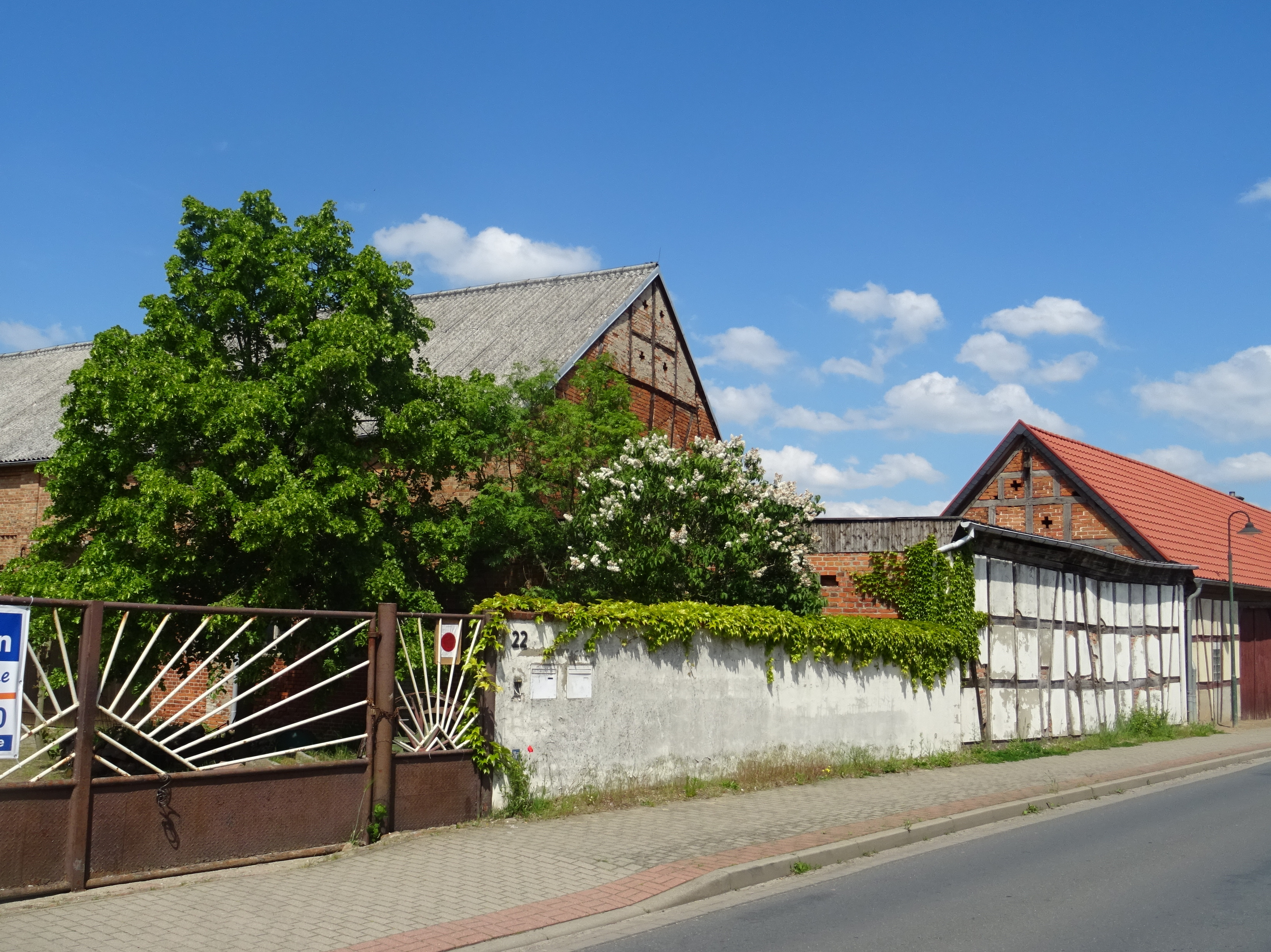
Denkmalgeschützter Bauernhof Klädener Dorfstr. 22

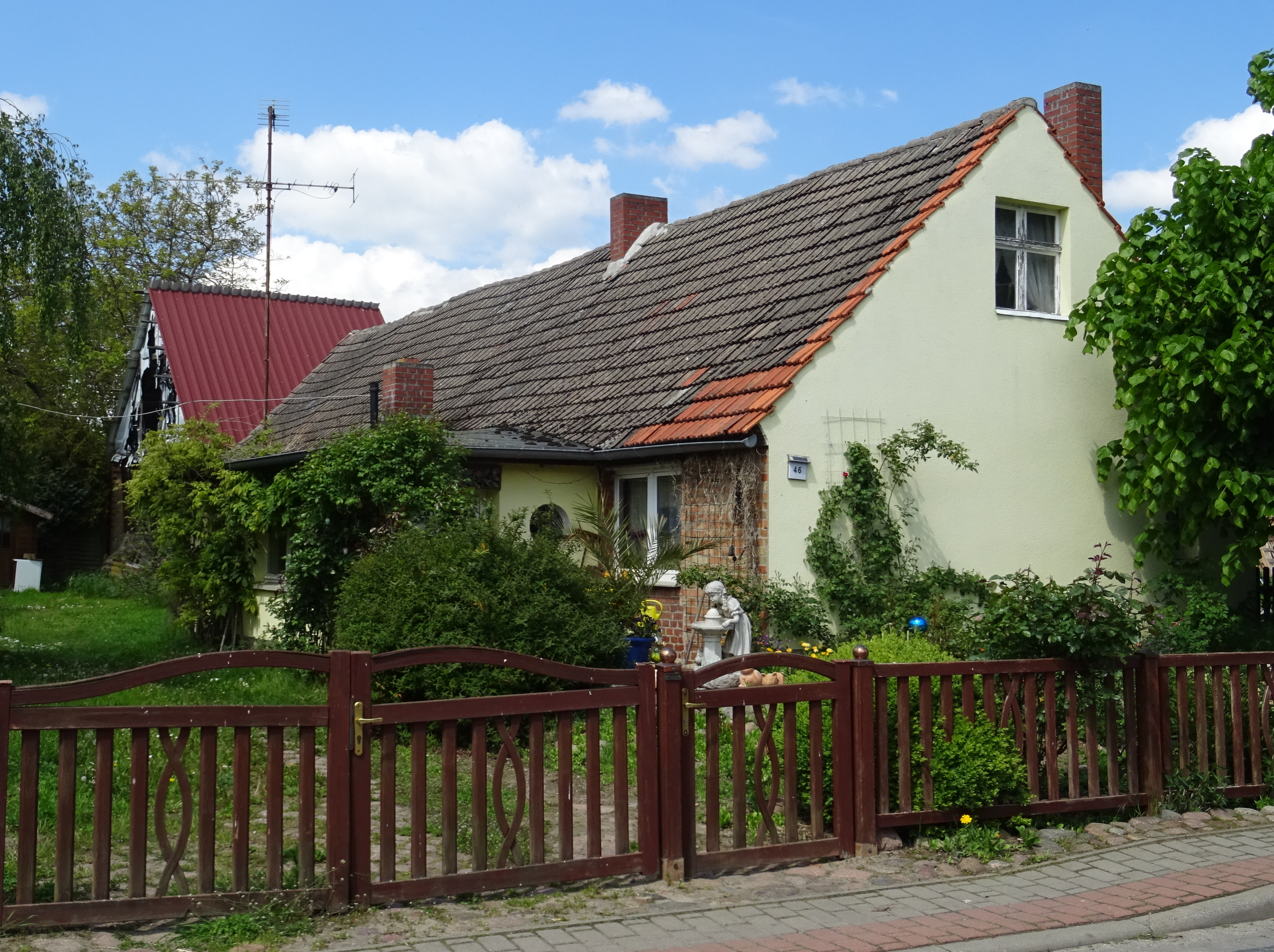
Denkmalgeschützter Bauernhof Klädener Dorfstr. 46

- Die evangelische Dorfkirche Kläden, ein romanischer Feldsteinbau aus dem 13. Jahrhundert, wurde 1986 bis 1992 restauriert.
- Das Großsteingrab Kläden ist die jungsteinzeitliche Megalithanlage mit der längsten Kammer in Sachsen-Anhalt (11 Meter). Es befindet sich etwa 1½ Kilometer nordöstlich von Kläden.
- Der historische Ortskern mit dem Gutshof und einige Bauernhöfe im Dorf stehen unter Denkmalschutz
- Das ehemalige Herrenhaus Kläden der Grafen von Bassewitz-Levetzow stammt aus der Zeit um 1754. Der angrenzende historische Park ist nur noch in Resten vorhanden, nachdem in den 2000er Jahren der alte Baumbestand gefällt wurde. Aufgrund fehlender Pflege ist er nicht begehbar.
- Historischer Weideflechtzaun
- In Kläden steht vor der Kirche ein Denkmal für die Gefallenen des Ersten Weltkrieges in Form eines Hünengrabes umringt von Feldsteinen. Auf dem Grund des Hünengrabs ist ein christliches Kreuz.[45] Das Denkmal wurde in den 1930er Jahren aus Steinen des Großsteingrabs am sogenannten Kellerberg errichtet.[46]

### Gedenkstätte
- Grabstätten auf dem Ortsfriedhof für drei unbekannte KZ-Häftlinge, die bei einem der Todesmärsche vom April 1945 aus dem KZ Dora-Mittelbau oder KZ Langenstein-Zwieberge von SS-Männern erschossen und von Einwohnern des Ortes begraben wurden

## Verkehr

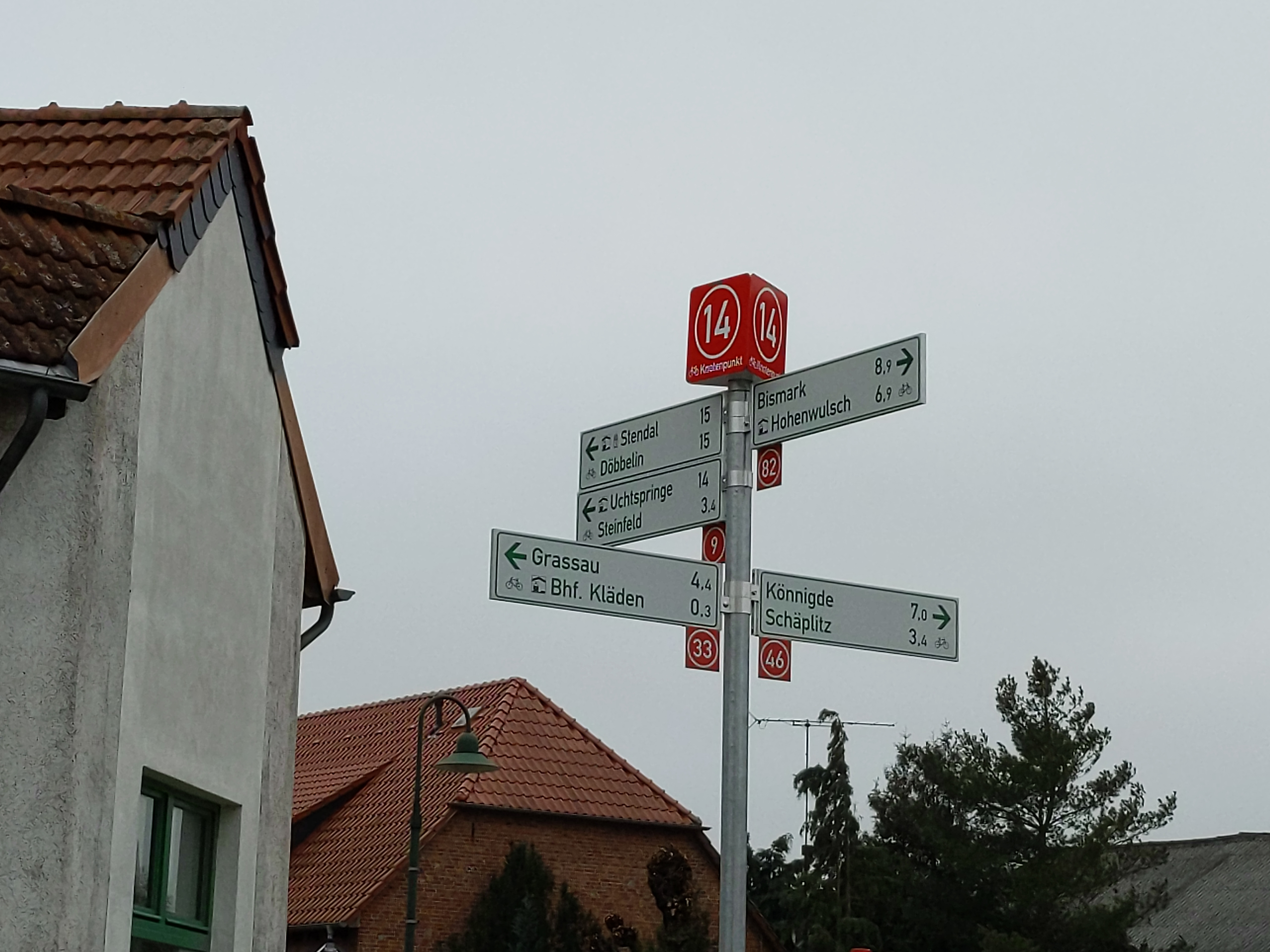
Radwegweiser

Die Landesstraße (L 15) von Stendal nach Bismark (Altmark) durchquert den Ort Kläden. Eine weitere Landstraße nach Süden stellt eine Verbindung zur B188 Wolfsburg – Stendal – Rathenow und über die B189 zur Landeshauptstadt Magdeburg her. Es verkehren Linienbusse und Rufbusse von  stendalbus. Am Bahnhof Kläden verkehrt stündlich eine Regionalbahn der Linie Stendal–Salzwedel auf der Strecke Stendal–Uelzen.

## Sagen aus Kläden
In mehreren Sagen aus Steinfeld wird über die beiden Riesen aus Kläden und Steinfeld und ihren Streit um den Riesenbackofen berichtet.
Der Lehrer Schwerin überlieferte eine Sage die ihm zwischen 1862 und 1874 von alten Leuten in Könnigde erzählt wurde. Die „Güntherwiese oder das Güntherholz“, südöstlich vom Dorf Könnigde soll unrechtmäßig in den Besitz des Gutes Kläden gekommen sein. Die bestochene meineidige Magd soll von Gewissensbissen gepeinigt, sich als Gespenst in der Umgebung der Wiese zur Mitternachtszeit oft gezeigt und klagend gerufen haben: „Hier hör’n de Güntherwischen – andere sagen »Güntherhölter« – her!“ Sicher ist, dass die Güntherwiese und eine Waldparzelle, genannt „der spitze Berg“, früher zu Könnigde und noch 1908 zu Kläden gehörten.

## Persönlichkeiten
- Emanuel Felke (* 7. Februar 1856 in Kläden; † 16. August 1926 in München), Pionier der ganzheitlichen Behandlungsweise in der Naturheilkunde
- Anna Bergmann (* 1978), deutsche Theaterregisseurin